# Bomilcar (Numide)
Pour les articles homonymes, voir Bomilcar (homonymie).
Bomilcar est un noble numide du IIe siècle av. J.-C. et un disciple du roi numide Jugurtha, qu'il a ensuite trahi.

## Biographie
Bénéficiant de la plus grande confiance de Jugurtha, Bomilcar a été employée pour de nombreuses missions secrètes. En particulier, alors que Jugurtha se trouve à Rome, en -108, Bomilcar entreprend et exécute pour lui l'assassinat de Massiva, qui se trouve à Rome en même temps, et qui, ainsi que Jugurtha lui-même, est le petit-fils de Massinissa, et un prétendant concurrent au trône de Numidie. L'assassinat est découvert et attribué à Bomilcar, qui est obligé de fournir des cautions importantes et de comparaître pour subir son procès ; mais, avant le procès, Jugurtha le renvoie secrètement en Numidie.
Dans l'année qui suit, on le voit commander une partie de l'armée de Jugurtha, avec laquelle il est défait lors d'une escarmouche à la rivière Muthul par Publius Rutilius Rufus, lieutenant de Quintus Caecilius Metellus Numidicus. 
À l'hiver de la même année, après sa tentative infructueuse sur Zama, Metellus engage Bomilcar à lui livrer Jugurtha vivant ou mort, en lui promettant la faveur de Rome. C'est donc à son instigation que le roi envoie des ambassadeurs faire des offres de soumission inconditionnelle à Metellus.
À la suite de ce conseil donné à Jugurtha, Bomilcar semble être devenu un objet de suspicion pour son maître, ce qui ne fait que le pousser davantage à aller au bout de sa trahison. En conséquence, il met sur pied un complot avec Nabdalsa, un noble Numide, pour capturer ou assassiner le roi. Mais la trahison est découverte par le secrétaire ou l'agent de Nabdalsa qui en fait part à Jugurtha, et Bomilcar est alors mis à mort. À partir de ce moment là, Jugurtha devint très suspicieux, voire paranoïaque. Il s'enfuira à Thala, derrière le désert.